# Колотилово (Тверская область)
Колоти́лово (Колотилова) — деревня в Андреапольском районе Тверской области. Входит в Волокское сельское поселение.

## География
Расположена примерно в 5 верстах к северу от деревни Волок на берегу озера Лучанское.

## История
В конце XIX — начале XX века деревня входила в Холмский уезд Псковской губернии.

## Население
| 2002 | 2010 |
| ---- | ---- |
| 0    | →0   |